# Appendicula linearifolia
Appendicula linearifolia är en orkidéart som beskrevs av Oakes Ames och Charles Schweinfurth. Appendicula linearifolia ingår i släktet Appendicula och familjen orkidéer. Inga underarter finns listade i Catalogue of Life.